# Evolutionær psykologi
 For alternative betydninger, se Evolution (flertydig). (Se også artikler, som begynder med Evolution)
Evolutionær psykologi er studiet af kognition og adfærd fra en evolutionær synsvinkel.
Evolutionær psykologi fokuserer normalt på adfærd de fleste mennesker deler. Nogle af de mere almindelige områder evolutionær psykologi er fokuseret på er sex, voldelig adfærd, og social adfærd.
Evolutionær psykologi er relateret til andre områder af videnskab som sociobiologi, socialpsykologi og antropologi.

## Udviklede psykologiske mekanismer

### Universalle træk
Evolutionære psykologer mener, at adfærd eller træk, der forekommer universelt i alle kulturer, kunne være evolutionære tilpasninger. Universalle træk er blandt andet adfærd relateret til sprog, kognition, sociale roller, kønsroller og teknologi. Evolutionære psykologiske tilpasninger (såsom evnen til at lære et sprog) interagerer med kulturelle input for at producere specifik adfærd (f.eks. at lære et specifikt sprog). Grundlæggende kønsforskelle, såsom større iver efter sex blandt mænd i modsætning til større tilbageholdenhed blandt kvinder, forklares som kønnenes psykologiske tilpasninger, pga. forskellige reproduktive strategier for mænd og kvinder. Evolutionspsykologer er uenige med "standard social science model,", en hypotese som går ud på at sindet er en multiløsningsmaskine skabt næsten fuldt ud af kulturen.

## Ekstern henvisning
- Theory of Human Sciences (ppt) Arkiveret 16. december 2008 hos  Wayback Machine
- Mapping Transdisciplinarity in Human Sciences (pdf) Arkiveret 16. december 2008 hos  Wayback Machine

| Psi | Spire Denne artikel om psykologi er en spire som bør udbygges. Du er velkommen til at hjælpe Wikipedia ved at udvide den. |